# 九十九王子 (泉南市)
本項目では、大阪府泉南市内に所在する九十九王子（くじゅうくおうじ）について述べる。

## 九十九王子とは
九十九王子（くじゅうくおうじ）とは、熊野古道、特に紀伊路沿いに在する神社のうち、主に12世紀から13世紀にかけて、皇族・貴人の熊野詣に際して先達をつとめた熊野修験の手で急速に組織された一群の神社をいい、参詣者の守護が祈願された。
しかしながら、承久3年（1221年）の承久の乱以降、京からの熊野詣が下火になり、そのルートであった紀伊路が衰退するとともに、荒廃と退転がすすんだ。室町時代以降、熊野詣がかつてのような卓越した地位を失うにつれ、この傾向はいっそう進み、近世紀州藩の手による顕彰も行なわれたものの、勢いをとどめるまでには至らなかった。さらに、明治以降の神道の国家神道化とそれに伴う合祀、市街化による廃絶などにより、旧社地が失われたり、比定地が不明になったものも多い。
本記事では、これら九十九王子のうち、比定地が大阪府泉南市内に推定される王子を扱う。

## 九十九王子
泉南市内の九十九王子は3社。

### 厩戸王子
籾井王子から紀州街道旧道を西に1.5kmほど進み、海営宮池という池の近くの交差点を北に向かう脇道に入ったところに墓地があり、その北側に石碑と説明板がある。大阪府指定史跡。
建仁元年（1201年）の後鳥羽院参詣記（『明月記』所収）10月7日条に「先参厩戸王子」との記述があり、籾井王子にて芸能を奉納したのちに参詣し、信達宿厩戸御所にて宿泊している。また、承元4年（1210年）の修明門院参詣記（『民経記』所収）4 月23日条にも、当王子に参詣の後、宿所入りしたとある。
その後、この王子に言及する史料が途絶えるが、元文元年（1736年）刊行の『和泉志』に
とあり、これに従った記述が寛政7年（1795年）の『和泉名所図会』にも見られる。
明治以降も厩戸王子神社ないし筆王子神社の名で存続し、石禿倉（ほくら）と呼ばれる小石祠が祀られていたが、1907年（明治40年）12月9日に一岡神社に合祀され（『史跡名勝天然記念物』）、市杵島神社という境内社になっている。
- 所在地 泉南市信達大苗代

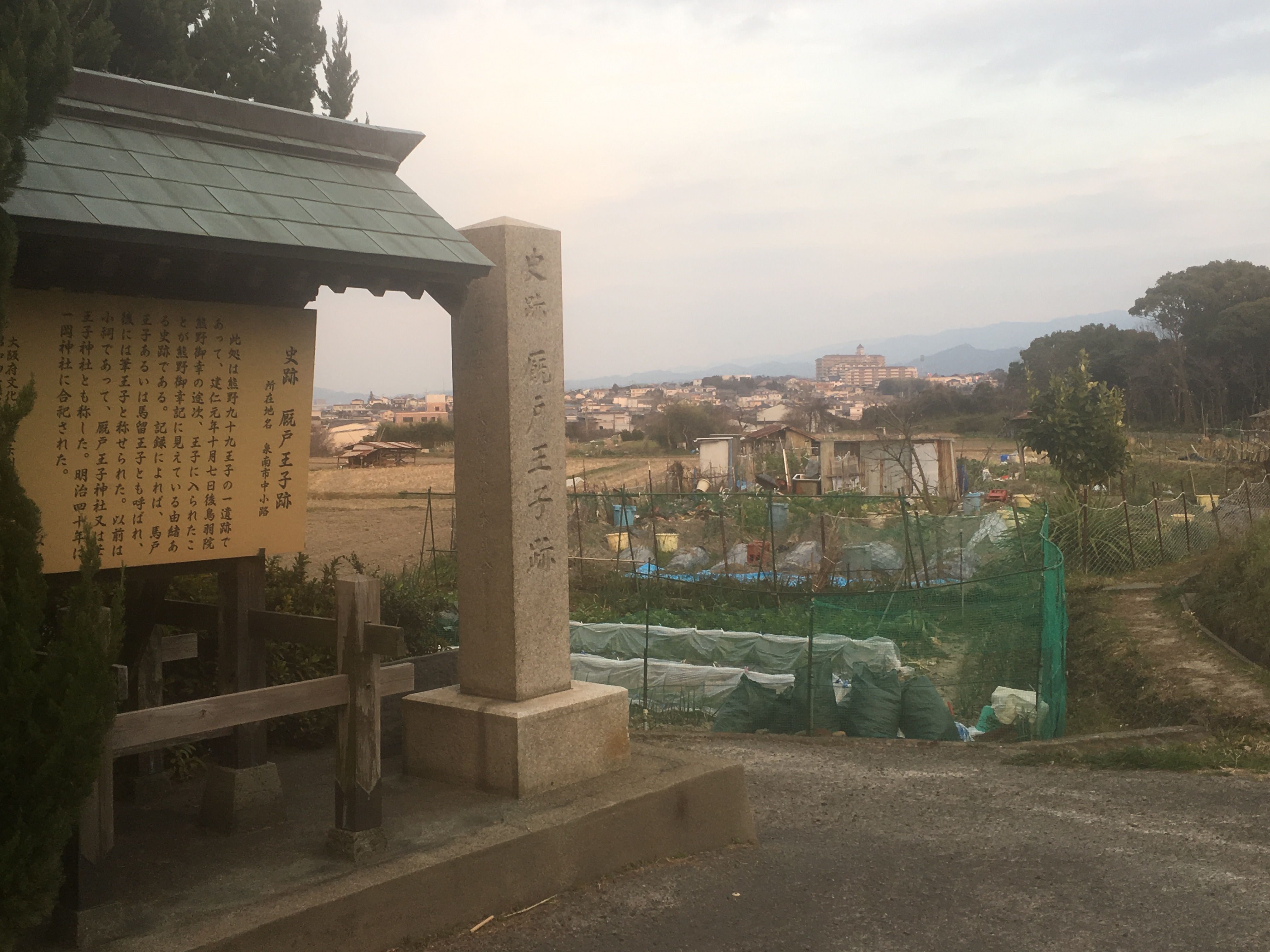
厩戸王子跡の石碑（大阪府泉南市信達大苗代）
北緯34度22分38秒 東経135度17分12秒 / 北緯34.3772度 東経135.2867度
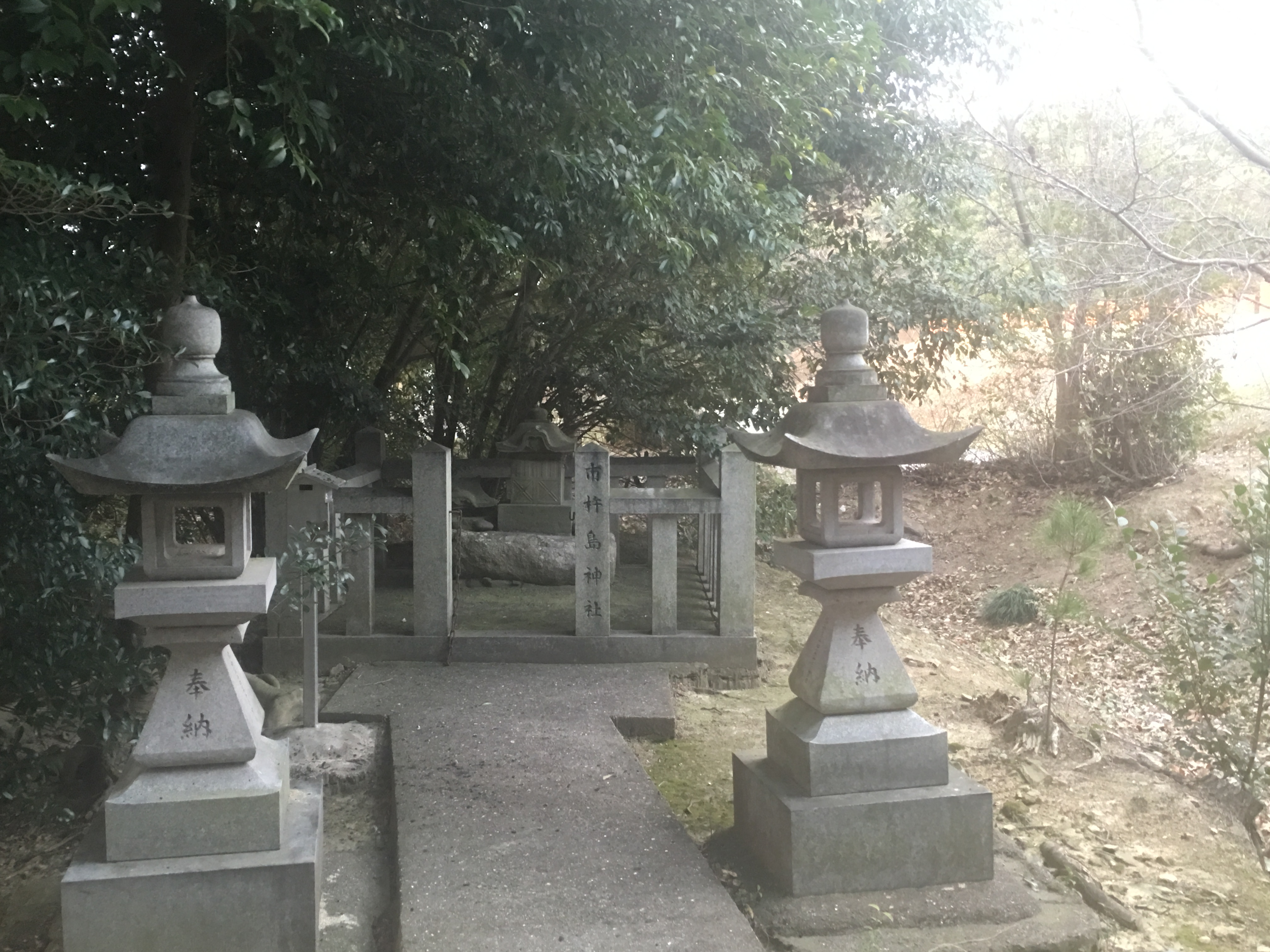
一岡神社の境内社、市杵島神社。右側奥は海会寺跡

### 信達王子
厩戸王子近くの海営宮池から旧街道を約2km西南に進み、牧野を過ぎた辺りに跡地がある。東西2間半・南北2間半、広さ約6坪の跡地に地蔵石像、馬頭観音像等が祀られている。史料によって名称に混乱があり、信達王子だけでなく、信達一之瀬王子、一之瀬王子などの名称が知られている。
後鳥羽院参詣記は「信達一之瀬王子」、修明門院参詣記は「信達王子」としている。さらに文明6年（1474年）の『王子記』には信達王子と長岡王子の2社が併記され、享保15年（1730年）の「九十九王子記」に
との記述が見られる。『大阪府史跡名称天然記念物』は、「長岡王子」の呼称が、信達王子近辺の旧街道の坂道が長岡と呼ばれたことから生じた別称であるとしている。
明治初期まで小祠が祀られていたというが、1910年（明治43年）に信達神社（泉南市信達金熊寺）に合祀された。
- 所在地 泉南市信達牧野

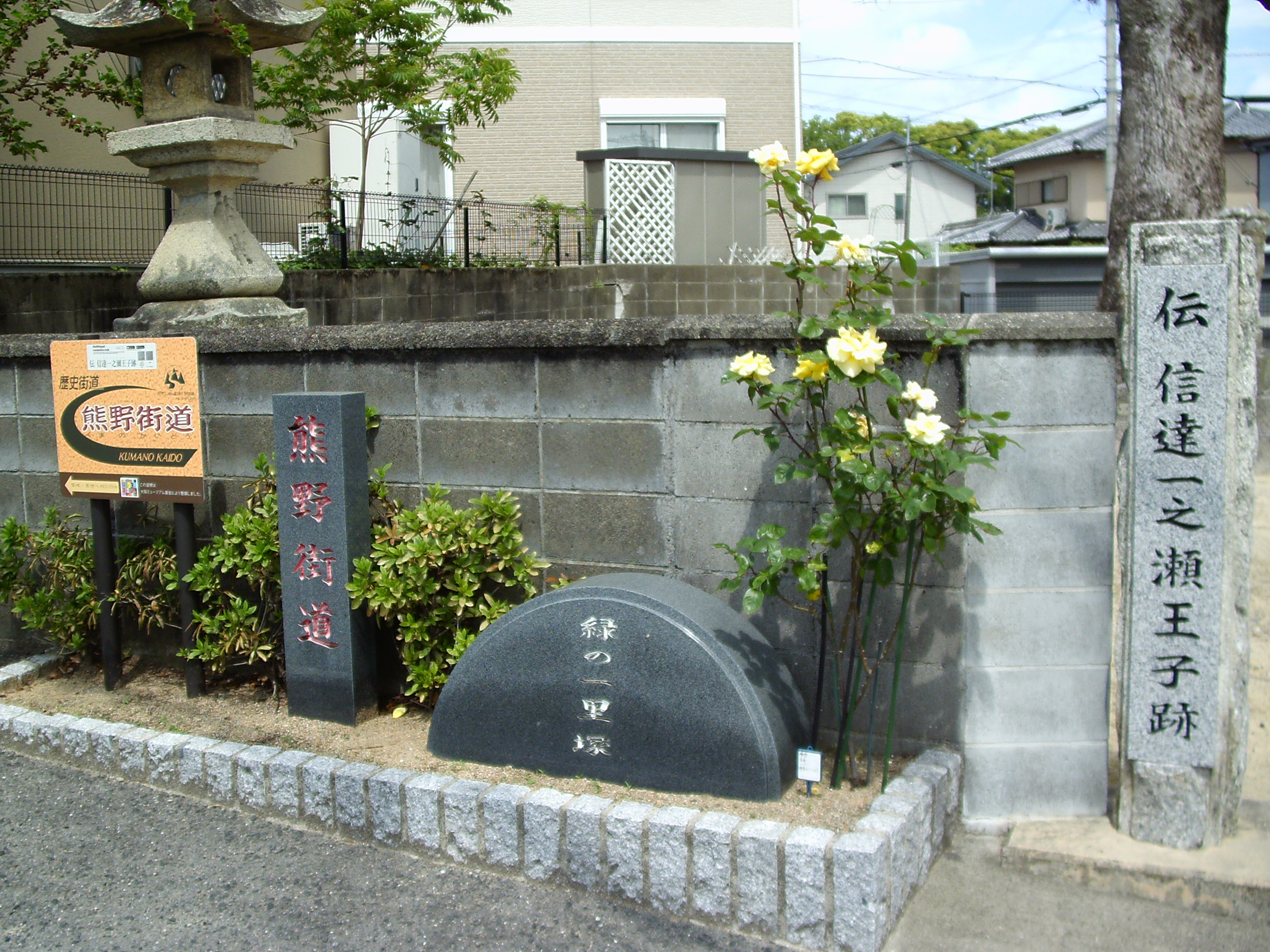
信達王子跡と熊野街道碑

### 長岡王子
泉南市内にあったと推定される王子社。いくつかの史料や研究において実在のものとされるが詳細は明らかではない。信達王子の節に述べたように、近世の幾つかの史料に名が見られるほか、『紀伊名所図会』も長岡王子を信達王子とは別個の王子社として掲げている。

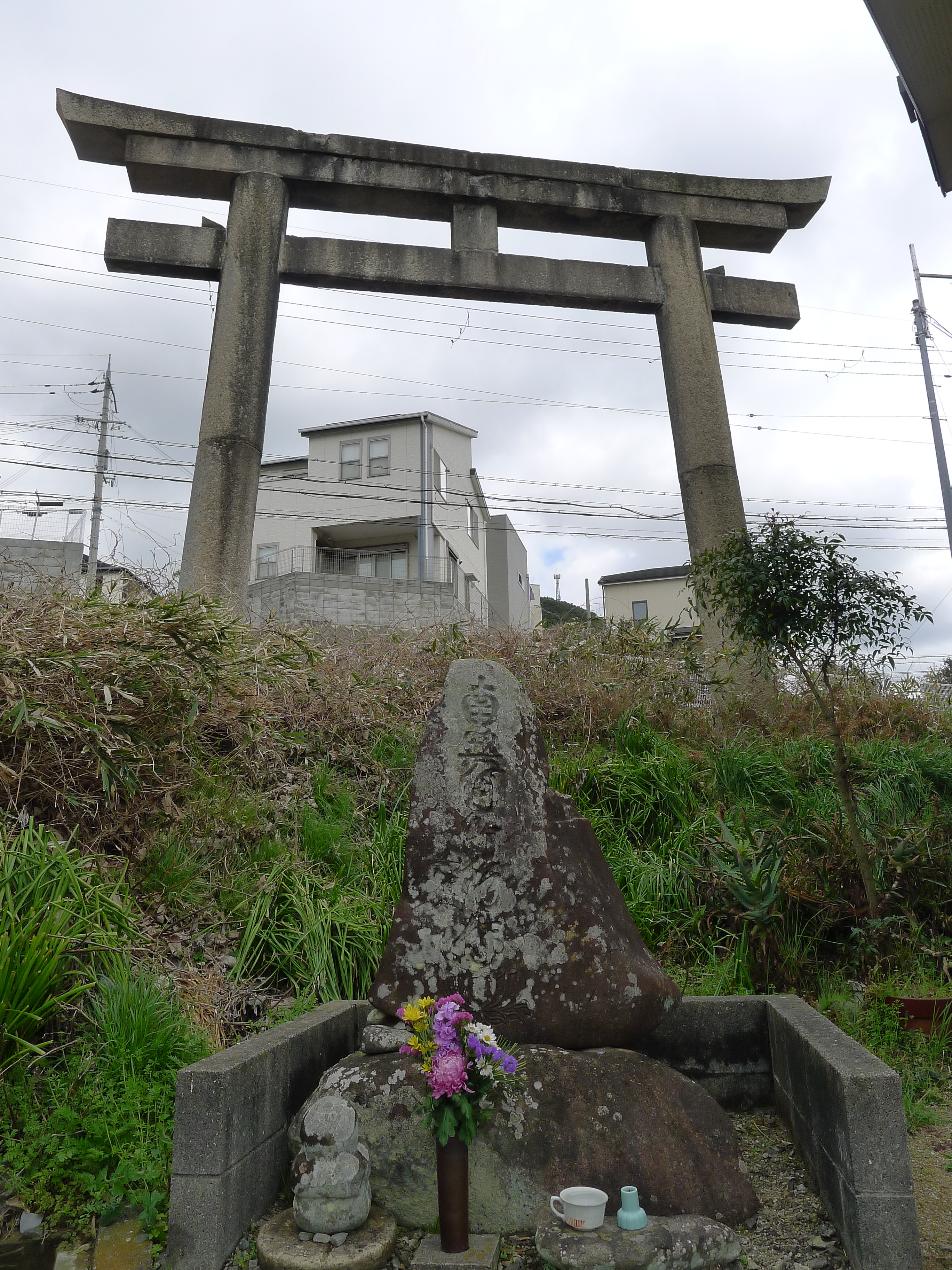
長岡王子跡顕彰碑と鳥居

## 注
1. 1 2 3  平凡社[1998: 1527]。
2. 1 2 3  長谷川[2007: 49]。
3. ↑   西[1987: 89]。
4. ↑  長谷川[2007: 51]、西[1987: 89]は「信達王子」、平凡社[1998: 1526]、「角川日本地名大辞典」編纂委員会[1983: 1554]は「一之瀬王子」を、それぞれ採用し、他を別称として付記している。
5. 1 2  平凡社[1998: 1526]。
6. 1 2  長谷川[2007: 51]。
7. ↑  西 [1987: 32]。